# 查令十字橋 (莫奈)

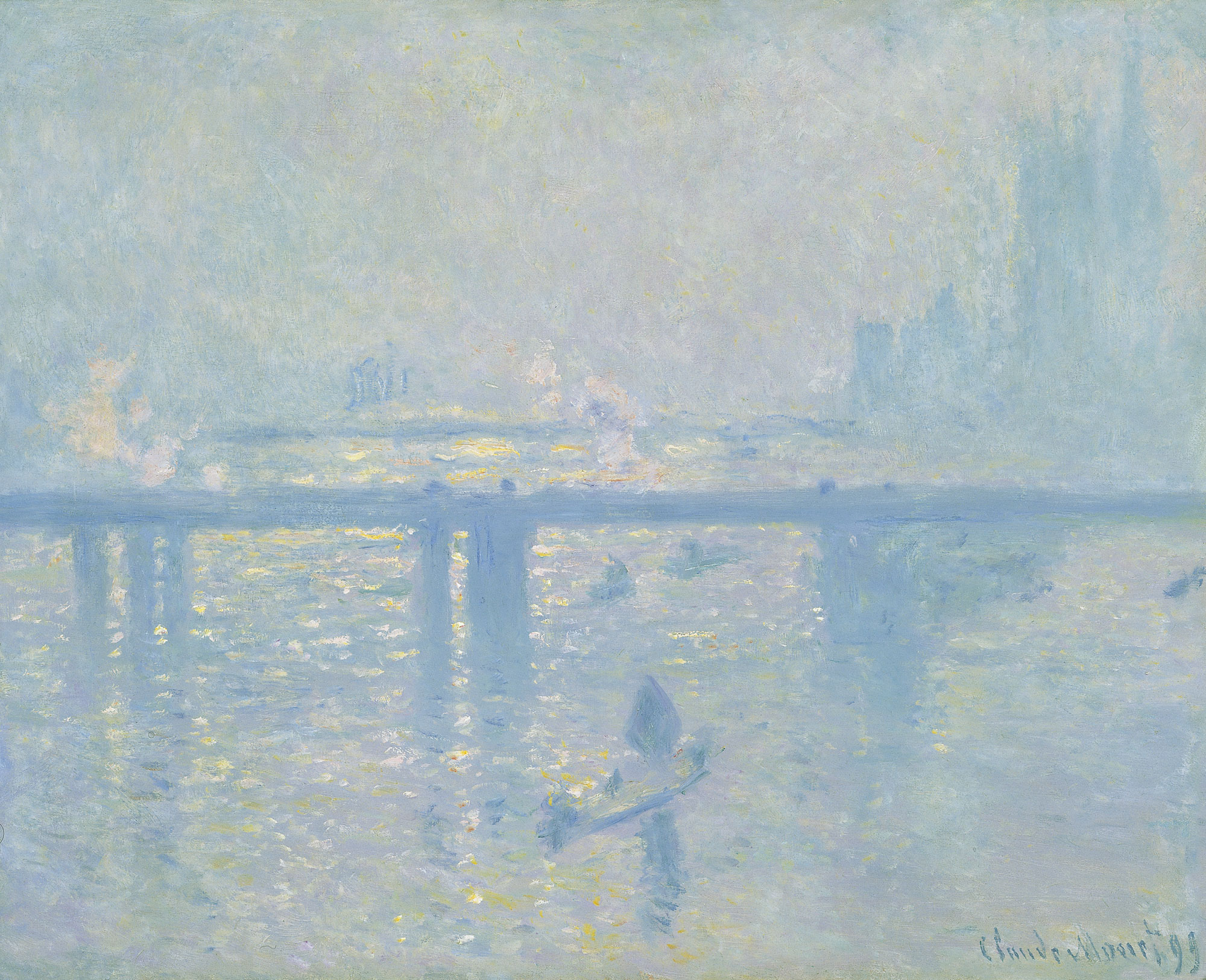
《查令十字橋》，1899，馬德里提森-博内米萨博物馆

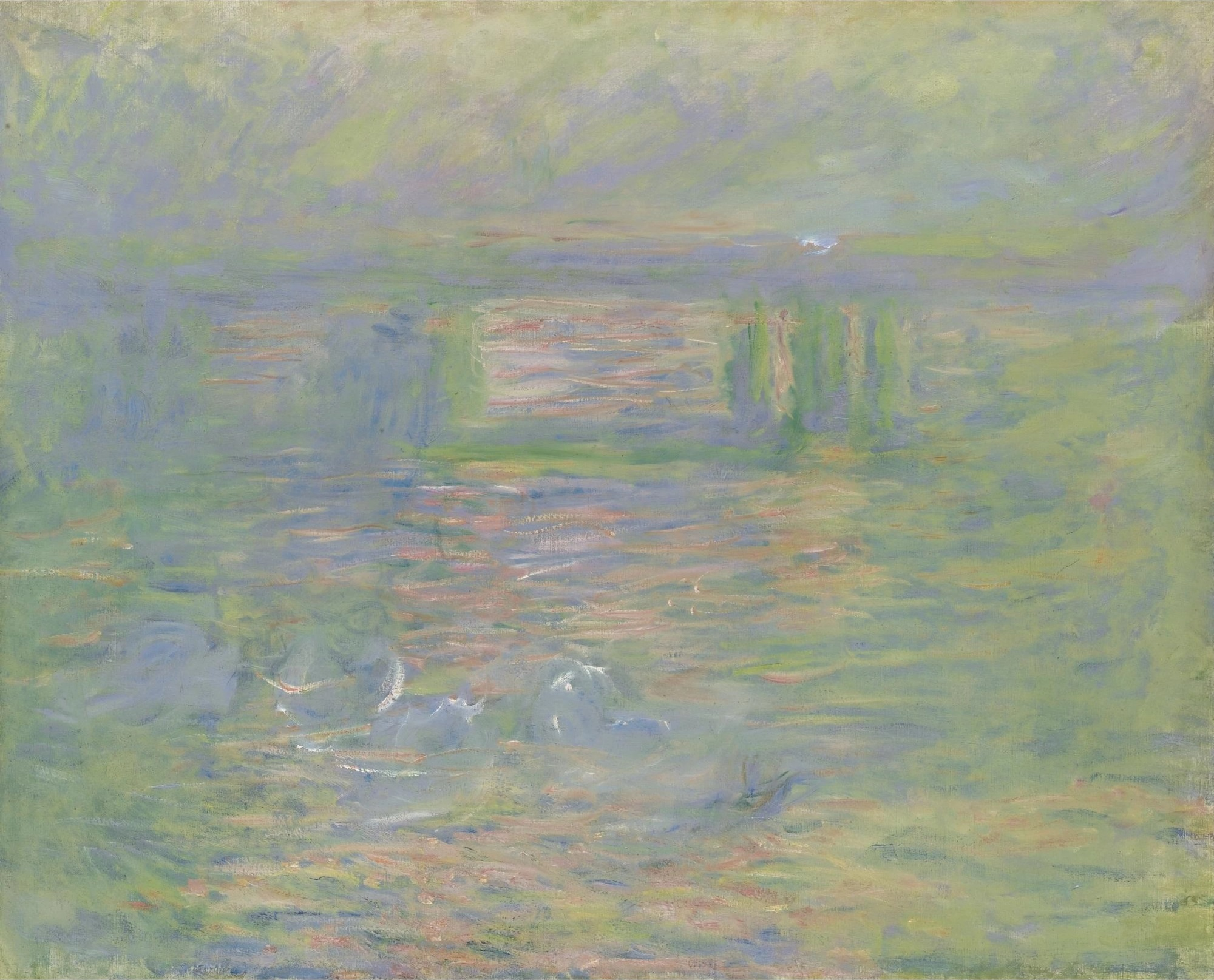
《查令十字橋》， c. 1899-1901，私人收藏

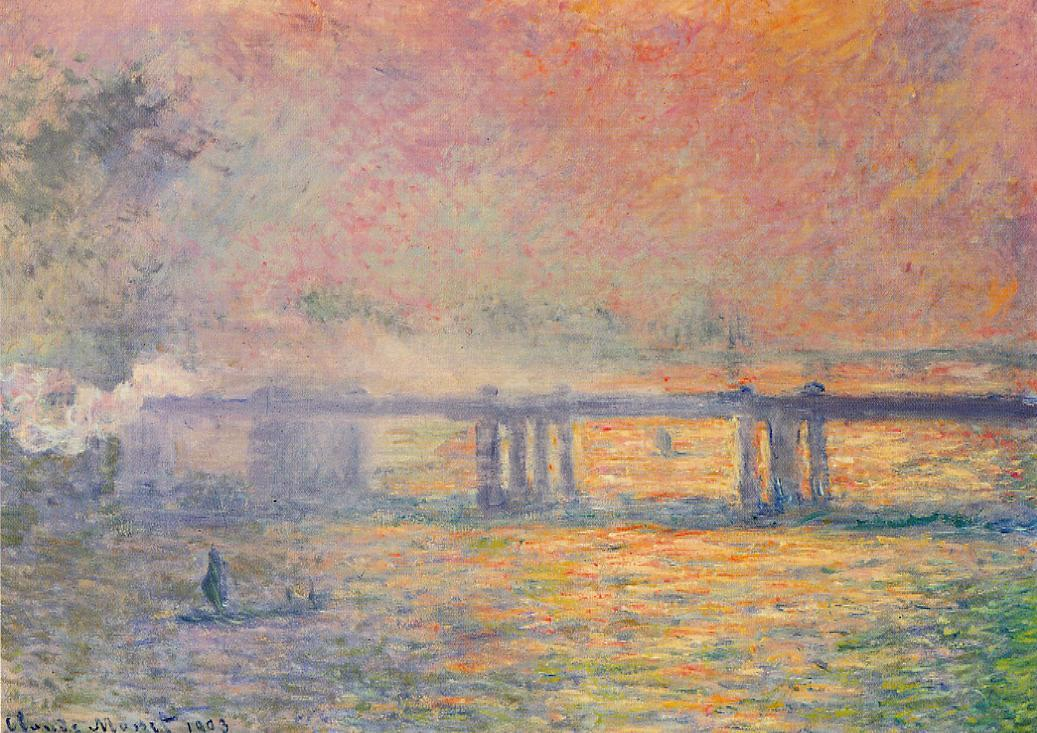
《查令十字橋，倫敦》，1899-1901，聖路易斯藝術博物館

《查令十字橋》（英語：Charing Cross Bridge）是法國印象主義畫家克洛德·莫奈在1899年至1904年間完成的一系列油畫，共37幅，主題是倫敦的查令十字橋。

## 歷史
莫奈在1899年至1905年間旅居倫敦，從他在薩伏伊酒店的房間中正好可以看到查令十字橋。同時莫奈又被倫敦濃霧所形成的獨特景觀所吸引，他在這一時期反復繪製著大霧裡的威斯敏斯特宮、滑鐵盧橋和查令十字橋，在倫敦期間他繪成了將近100幅作品。 雖然以查令十字橋為主體的畫作共三十七幅，不過實際上在倫敦時他僅僅完成了十二幅，剩下的被莫奈帶回吉維尼的畫室繪製。

## 位置
《查令十字橋》作品分散於世界各地，其中未完成的作品收藏在印第安納波利斯藝術博物館中，這些畫作曾被《華爾街日報》的評論員評為次品。 其他收藏有《查令十字橋》的藝術館還包括芝加哥藝術學院、 巴爾的摩藝術博物館、 波士頓美術館、 安大略美術館、 提森-博内米萨博物馆等等。 此外有一幅藏於鹿特丹藝術廳的版本在2012年10月16日失竊， 據信已經被小偷的母親在烤爐中焚毀了。

## 外部連結
- Indianapolis Museum of Art （页面存档备份，存于）.